# 参宮線
参宮線（さんぐうせん）は、三重県多気郡多気町の多気駅から鳥羽市の鳥羽駅に至る東海旅客鉄道（JR東海）の鉄道路線（地方交通線）である。
「参宮線」とあるように、伊勢神宮への参詣路線として建設された路線である。1893年（明治26年）から1911年（明治44年）にかけて開業した。現在の参宮線は紀勢本線の多気駅から分岐しているが、もともと亀山駅 - 鳥羽駅間が参宮線とされ、紀勢本線が全通した1959年に参宮線は多気駅 - 鳥羽駅間に変更された。
伊勢神宮参詣の重要路線として幹線並の扱いを受け、首都圏や西日本各地からの直通列車も運転されていたが、1959年の近畿日本鉄道（近鉄）名古屋線と山田線の軌間統一による近鉄での直通運転の開始や、さらに1970年の近鉄鳥羽線の開業によって乗客は激減し、一時は存廃問題にまで発展した。収支は現在でも厳しく、『週刊東洋経済』の臨時増刊に掲載された記事で評論家が2008年度の営業係数として推定した値は、JR東海の路線中でワースト2位の422.1（100円の収入を得るために422.1円の費用がかかる）とされている（ワースト1は同じ三重県内の名松線で、534.4）。ただし鉄道会社による公式の営業係数は公表されていない。また、2008年度の輸送密度は1655、2010年度は1639など、神宮式年遷宮特需で2119を記録した2013年度を除き、1700前後で推移している。これは、国鉄改革の際に廃止された特定地方交通線の輸送密度と同水準である。 
全線が東海鉄道事業本部の管轄となっている。ICカード乗車券TOICAの対象エリアには含まれない。

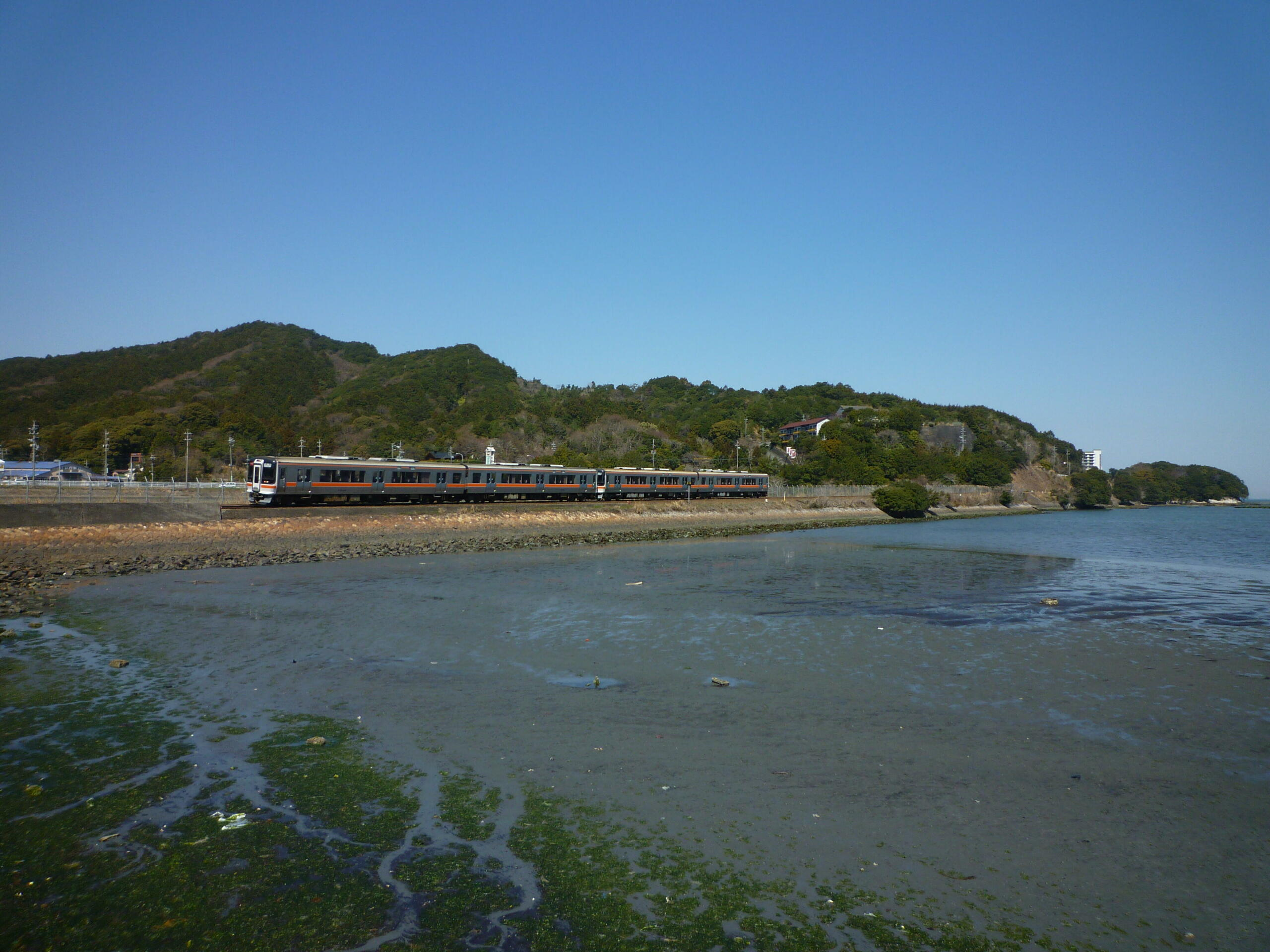
池の浦シーサイド駅（2020年廃止） - 鳥羽駅間の干潟を走る快速「みえ」
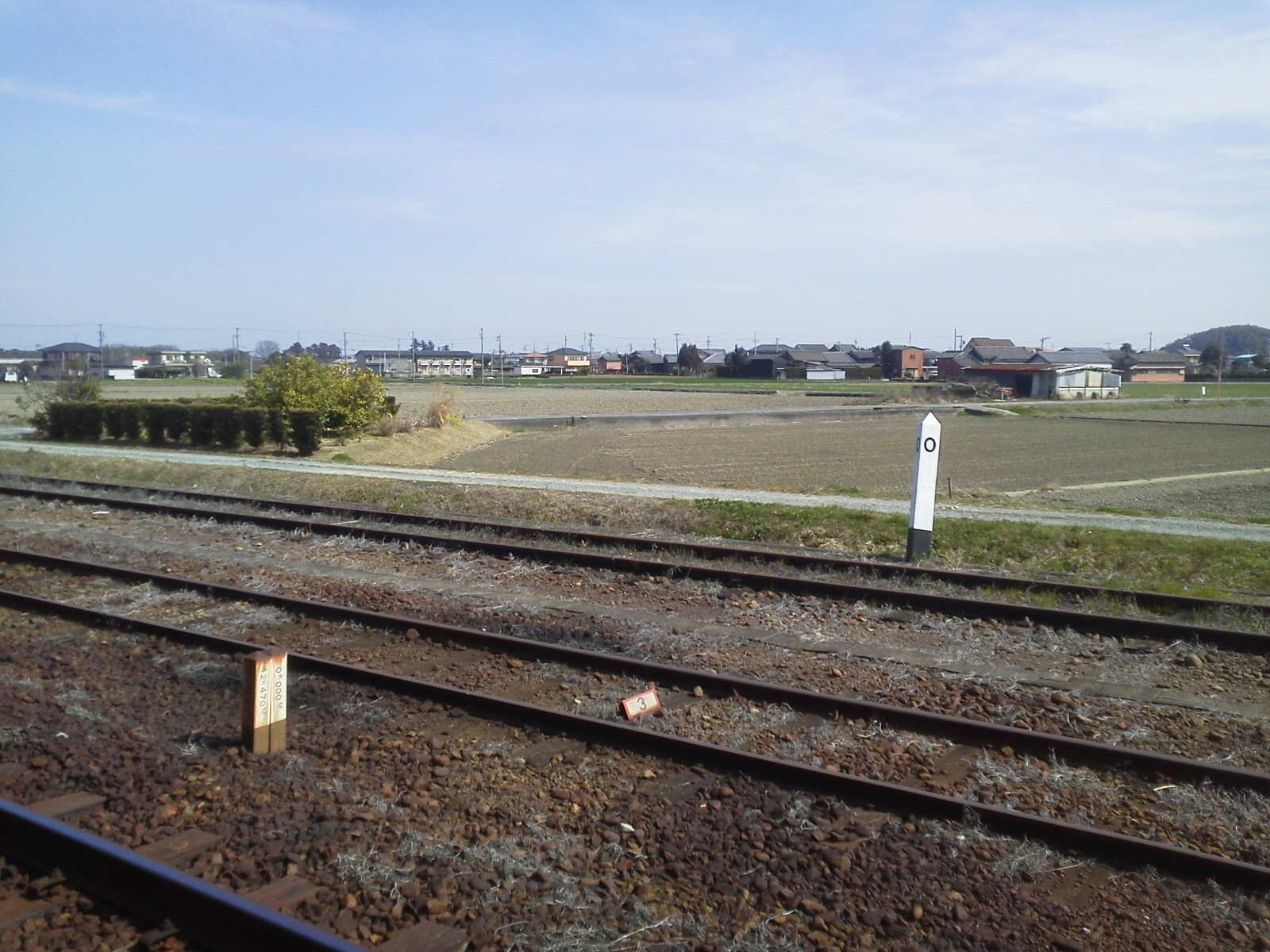
参宮線の0キロポスト（多気駅4番線側に設置）

## 路線データ
- 管轄（事業種別）：東海旅客鉄道（第一種鉄道事業者）
- 路線距離（営業キロ）：29.1 km[1]
- 軌間：1067 mm
- 駅数：10（起終点駅含む）[1]
  - 参宮線所属駅に限定した場合、紀勢本線所属の多気駅が除外され[6]、9駅となる。
- 複線区間：なし（全線単線）
- 電化区間：なし（全線非電化）
- 閉塞方式：自動閉塞式（特殊）
- 保安装置：ATS-PT
- 運転指令所：東海総合指令所
- 最高速度：快速100km/h、普通95km/h

## 運行形態
| 種別＼駅名 | 多気 | …   | 鳥羽 |
| ---------- | ---- | --- | ---- |
| 快速みえ   | 1本  | 1本 | 1本  |
| 普通       | 1本  | 1本 | 1本  |

おおむね1時間あたり1 - 2本程度（一部時間帯は3本）の運行である。快速「みえ」が伊勢鉄道線経由で名古屋駅 - 伊勢市駅・鳥羽駅間に1時間あたり1本程度（一部時間帯の上りは2本）運行されている。「みえ」は朝の上りおよび夕方の伊勢市駅 - 鳥羽駅間と夜間の多気駅 → 伊勢市駅間では各駅に停車することで普通列車を補完している。そのほかの普通列車は朝と夕方を除く大半の列車が紀勢本線に直通して亀山駅 - 松阪駅 - 伊勢市駅 - 鳥羽駅間で運転されており、1時間あたり1本程度の運行になっている。
快速「みえ」と朝夕の一部の列車を除いてワンマン運転を行っている（列車番号の末尾が「C」の列車がワンマン列車）。

## 使用車両
全線が非電化のため、すべての列車が名古屋車両区所属の気動車で運転されている。定期の特急列車が運転されないため、特急用のHC85系は通常乗り入れない。
- キハ75形
  - 主に快速「みえ」で運用。2両または4両編成で3扉転換式クロスシートを備える。「みえ」の間合い運用の普通列車でもワンマン運転を行わないが、美濃太田車両区に所属するワンマン運転対応の3200・3300番台や3400・3500番台も臨時列車や増結運転時に入線することがある。
- キハ25形
  - 普通列車で運用。2両編成または4両編成で3扉ロングシートを備える。ワンマン運転に対応。

2016年3月26日のダイヤ改正以後はすべてキハ25形・キハ75形に統一され、キハ11形およびキハ40・48形は運転を終了した。

### 過去の使用車両
- キハ11形
  - 普通列車で運用。単行での運転が可能で、ワンマン運転に対応。
- キハ40・48形
  - 普通列車で運用。一部の車両はワンマン運転に対応。キハ40形は単行での運転が可能であった。
- キハ58・65形
  - キハ75形の前に快速「みえ」に使用され、一部普通列車でも運用されていた。奈良・京都などからの修学旅行列車として参宮線に乗り入れたこともある（修学旅行列車にはJR西日本の車両が使われた）。

これらの車両は、伊勢市駅に併設されている伊勢車両区に配置されていたが、同区は2016年3月限りで廃止（名古屋車両区へ統合）された。
臨時列車としては、特急形のキハ85系なども乗り入れたことがある。国鉄時代にはキハ30形なども運用されていた。

## 歴史

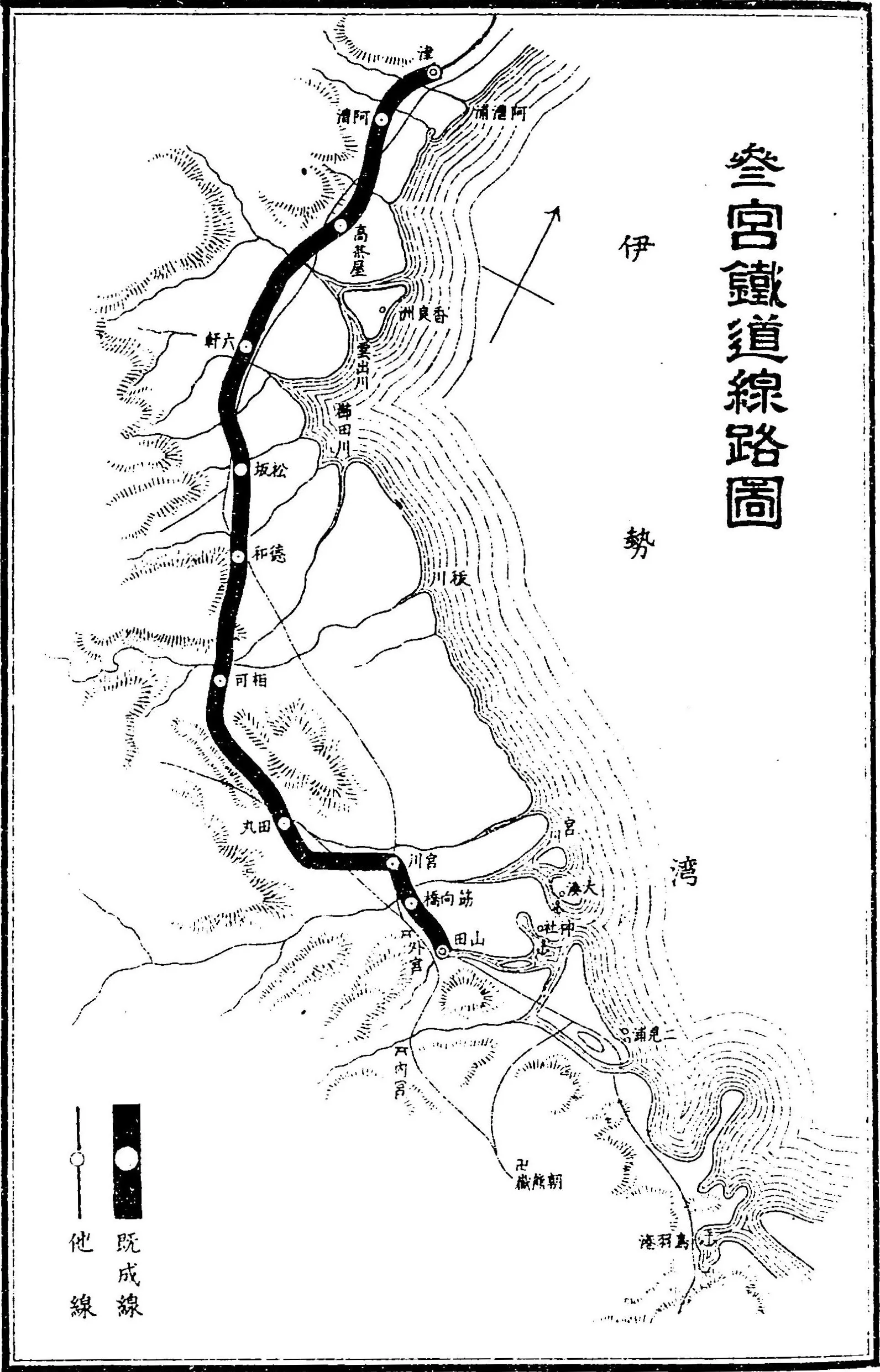
参宮鉄道株式会社　 1906年の路線図

関西鉄道によって、1891年（明治24年）に開業した亀山駅 - 津駅間を延長して、参宮鉄道によって、1893年（明治26年）に津駅 - 相可駅（現在の多気駅） - 宮川駅間が開業し、1897年（明治30年）に宮川駅 - 山田駅（現在の伊勢市駅）間が開業した。1907年（明治40年）に関西鉄道・参宮鉄道ともに国有化され、1911年（明治44年）に山田駅 - 鳥羽駅間が開業し全通した。
伊勢神宮への参詣路線として戦前は幹線同等に扱われ、一部区間が複線化され東京や大阪、姫路、宇野などからの直通参詣列車が運転されていた。中でも姫路発の列車には和食堂車が連結された時期もあった。しかし、1938年（昭和13年）に関西急行電鉄（現在の近鉄）が関急名古屋乗り入れを果たし、名古屋方面からの参詣客を奪われることになった。
第二次世界大戦下の1943年（昭和18年）2月15日のダイヤ改正では、遊覧地向けの列車が廃止される中で参宮線の準急列車の運転が廃止されるとともに、1944年（昭和19年）には不要不急線とされ、資材供出のため一線撤去し、単線化された。また、参宮線の一部であった亀山駅 - 多気駅間は1959年（昭和34年）の紀勢本線全通時に同線に編入された。
戦後も暫く東京・名古屋・京都・大阪方面から直通列車が運転され、かつ、当時は近鉄大阪線・山田線が標準軌であるのに対し、近鉄名古屋線が狭軌であり、近鉄京都線も奈良電気鉄道と別会社の保有路線であったことから、近鉄経由で名古屋・京都から伊勢へ向かうには伊勢中川駅や大和八木駅での乗り換えが必須であったため、名古屋方面からは亀山駅での方向転換があるものの、直通でそれらの地域から伊勢へ向かえる参宮線は競争力を保っていた。さらに近鉄鳥羽線が未開通で、伊勢 - 二見間こそ路面電車である三重交通神都線（1961年廃線）と競合したものの、伊勢 - 鳥羽間の鉄道往来は参宮線が独占していた。しかし、並行する近鉄が名古屋線の標準軌への改軌（1959年）や奈良電気鉄道の買収（1963年）で伊勢中川駅や大和八木駅での乗り換えを解消し、さらに、1970年3月に近鉄鳥羽線が全通して志摩線賢島駅まで特急列車が直通運転を開始すると、完全なローカル線に転落した。
なお、1965年の計画では、戦前の複線区間の復活と、1線のみの五十鈴ケ丘駅・松下駅の行き違い施設の設置、鳥羽駅の改良と積極策を立てていたが、並行する近鉄の質・量両面での充実やさらにはモータリゼーションの台頭もあって、利用者の減少は予想以上に大きく、日本国有鉄道の赤字が深刻化すると、複線区間の復活などの積極策は放棄されることになった。
一方、1968年9月には伊勢市駅 - 鳥羽駅間が、三重交通神都線の廃止後および近鉄鳥羽線の全通前にもかかわらず、国鉄諮問委員会から赤字83線の一つに挙げられ、廃線が諮問された。この時は廃線は見送られたが、同年10月の改正で名古屋からの急行「いすず」が廃止となり、1972年3月に東京からの急行「紀伊」の鳥羽編成が廃止されて、東京・名古屋方面との直通列車が全廃され、さらに国鉄分割民営化直前の1986年11月の改正で京都からの急行「志摩」が廃止され、参宮線の優等列車は全廃された。
また、1981年からの特定地方交通線選定でも、一度は第3次特定地方交通線の選定対象に挙げられた。しかし、1986年4月8日に例外規定の一つである「ピーク時の乗客が一方向1時間1,000人を超す」に該当するとして、選定は見送られ、そのままJRに引き継がれた。
JR東海発足時点で、近鉄には運転本数や車両の快適さなどで大きく水をあけられていたが、JR東海は再び積極姿勢に転じ、1988年に「ホームライナーみえ」、1989年に「伊勢路」を設定し、臨時ながら名古屋直通が復活。さらに1991年からは前年に名古屋駅 - 松阪駅間に新設した快速「みえ」を参宮線内まで延長。快速「みえ」はその後、車両も転換クロスシートを備えたキハ75形に置き換えられた。近鉄にはなお大差があるとはいえ、快速「みえ」は1時間に1本の本数を確保し対抗している（「近鉄並行路線における優等列車」の項目も参照）。
1993年から1994年にかけて、鳥羽駅 - 紀伊勝浦駅間に特急「鳥羽・勝浦」を運転した。臨時列車ながら参宮線初の特急列車であった。
1998年には名古屋駅 - 鳥羽駅間において臨時特急「ワイドビュー伊勢初詣」号が運行された。
JR東海による積極策が功を奏した一方、2007年5月26日、沿線の政財の有力者である伊勢商工会議所会頭の濱田益嗣（赤福会長）が、自動車での観光客誘致に「参宮線が大きな阻害要因」になると主張、2013年の第62回神宮式年遷宮で予想される交通渋滞の緩和を目的に、参宮線の廃止と伊勢市駅構内にある車両基地（伊勢車両区）の用地の駐車場への転用を提案するも、同年10月に赤福の表示偽装事件が発覚し、濱田も商工会議所会頭および赤福会長を辞任したことから廃止や用地転用の話は立ち消えとなった。
2011年3月12日のダイヤ改正では、式年遷宮よる参拝客増加で快速「みえ」号を2両（多客時などは4両）から常時4両（最多客期で6両）に増結し、サービス向上を図り、2013年の式年遷宮に際しては、JR東海は名古屋駅と伊勢市駅を結ぶ臨時急行「いせ」の運行や快速「みえ」の増発を行うといった誘客策を取ったが、2014年12月1日から一部列車が2両に減車されている。また前述の通り存廃が取り沙汰された伊勢車両区は検修組織の再編で2016年3月限りで廃止されている。

### 年表
- 1893年（明治26年）12月31日[15][2]：参宮鉄道により津駅 - 相可駅 - 宮川駅間（23 M 58 C≒38.18 km）が開業。阿漕駅・高茶屋駅・松阪駅・相可駅（初代・現在の多気駅）・田丸駅・宮川駅が開業[10][16]。
- 1894年（明治27年）
  - 1月10日：六軒駅が開業[17][注釈 1]。
  - 12月31日：徳和駅が開業[18][注釈 1]。
- 1897年（明治30年）11月11日[19][2]：宮川駅 - 山田駅間（2 M 37 C≒3.96 km）が延伸開業。筋向橋駅（現在の山田上口駅）・山田駅（現在の伊勢市駅）が開業。
- 1899年（明治32年）2月28日：全線で営業距離が4 C（≒0.08 km）短縮[20]。
- 1901年（明治34年）5月13日：全線で営業距離が1 C（≒0.02 km）短縮[21]。
- 1902年（明治35年）11月12日：営業距離の単位をマイル・チェーンからマイルのみに簡略化（26 M 10 C→26.1 M）[22]。
- 1907年（明治40年）
  - 10月1日：参宮鉄道が国有化[3]。
  - 11月1日：津駅 - 一身田駅間の営業距離が0.1 M（≒0.16 km）短縮。
- 1909年（明治42年）
  - 2月21日：筋向橋駅 - 山田駅間が複線化[23]。
  - 9月29日：阿漕駅 - 高茶屋駅間が複線化[24]。
  - 10月12日：国有鉄道線路名称制定により、亀山駅 - 山田駅間（35.7 M≒57.45 km）が参宮線になる[3]。
  - 12月30日：相可駅 - 宮川駅間が複線化[23]。
- 1911年（明治44年）
  - 7月21日[2]：山田駅 - 鳥羽駅間（8.8 M≒14.16 km）が延伸開業し全通[3]。
  - 11月7日：松阪駅 - 徳和駅間が複線化[24]。
- 1917年（大正6年）10月10日：筋向橋駅が山田上口駅に改称[3]。
- 1923年（大正12年）3月20日：相可駅が相可口駅に改称[3]。
- 1930年（昭和5年）4月1日：営業距離の単位をマイルからメートルに変更（亀山駅 - 鳥羽駅間 44.5 M→71.6 km）。
- 1944年（昭和19年）
  - 8月2日：相可口 - 宮川間を単線化[23]。
  - 8月15日：松阪 - 徳和間を単線化[25]。
  - 8月22日：阿漕 - 高茶屋間を単線化[25]。
  - 9月4日：山田上口 - 山田間を単線化[23]。
- 1956年（昭和31年）10月15日：六軒駅構内において列車脱線事故（六軒事故）が発生[3]。死者42名、負傷者94名。
- 1959年（昭和34年）7月15日：亀山駅 - 多気駅間 (42.5 km) が紀勢本線に編入され、多気駅 - 鳥羽駅間のみが参宮線となる[3]。山田駅が伊勢市駅に、相可口駅が多気駅に改称[3]。
- 1963年（昭和38年）4月1日：外城田駅・五十鈴ケ丘駅・松下駅が開業[3]。
- 1969年（昭和44年）7月1日：伊勢市駅 - 鳥羽駅間の貨物営業廃止[26]。
- 1973年（昭和48年）7月30日：蒸気機関車がなくなり、無煙化される[3]。
- 1982年（昭和57年）10月1日：宮川駅 - 伊勢市駅間の貨物営業廃止[27]。
- 1983年（昭和58年）12月21日：列車集中制御装置 (CTC) が導入[28]。
- 1986年（昭和61年）4月1日：多気駅 - 宮川駅間の貨物営業廃止。
- 1987年（昭和62年）4月1日：国鉄分割民営化により東海旅客鉄道に承継[3]。
- 1989年（平成元年）
  - 2月20日：キハ11形気動車が運用開始。ワンマン運転開始[29]。
  - 7月16日：臨時駅として池の浦シーサイド駅が開業[3]。
- 1991年（平成3年）3月16日：前年運転を開始した快速「みえ」が鳥羽駅まで運転区間が延長[3]。
- 2015年（平成27年）8月1日：キハ25形気動車が当線で運用開始。
- 2017年（平成29年）8月1日：山田上口駅の交換設備を撤去。
- 2020年（令和2年）3月14日：池の浦シーサイド駅を廃止[30]。

## 区間別の利用状況

### 輸送密度
旅客輸送密度は以下の通り。
| 年度                 | 輸送密度 （人/日） |
| -------------------- | ------------------ |
| 2012年（平成24年）度 | 1,727              |
| 2013年（平成25年）度 | 2,119              |
| 2014年（平成26年）度 | 1,770              |
| 2015年（平成27年）度 | 1,692              |
| 2016年（平成28年）度 | 1,755              |
| 2017年（平成29年）度 | 1,765              |
| 2018年（平成30年）度 | 1,771              |
| 2019年（令和元年）度 | 1,765              |
| 2020年（令和2年）度  | 1,220              |

## 駅一覧
- 普通列車は全ての駅に停車するため省略。
- 快速みえ…●印の駅は全列車が停車、△印の駅は伊勢市発着の全列車が、▲印の駅は伊勢市発着に加え鳥羽発着の一部の列車も停車。詳しい停車パターンについては列車記事も参照。
- 線路（全線単線） … ◇・∨・∧：列車交換可、｜：列車交換不可
- 全駅三重県内に所在。

| 駅名         | 営業キロ | 営業キロ | 快速みえ | 接続路線                                      | 線路 | 所在地        |
| 駅名         | 駅間     | 累計     | 快速みえ | 接続路線                                      | 線路 | 所在地        |
| ------------ | -------- | -------- | -------- | --------------------------------------------- | ---- | ------------- |
| 多気駅       | -        | 0.0      | ●        | 東海旅客鉄道：■紀勢本線（松阪方面へ直通あり） | ∨    | 多気郡 多気町 |
| 外城田駅     | 3.3      | 3.3      | △        |                                               | ｜   | 多気郡 多気町 |
| 田丸駅       | 3.7      | 7.0      | ▲        |                                               | ◇    | 度会郡 玉城町 |
| 宮川駅       | 4.0      | 11.0     | ▲        |                                               | ◇    | 伊勢市        |
| 山田上口駅   | 2.2      | 13.2     | △        |                                               | ｜   | 伊勢市        |
| 伊勢市駅     | 1.8      | 15.0     | ●        | 近畿日本鉄道：M 山田線 (M73)                  | ◇    | 伊勢市        |
| 五十鈴ケ丘駅 | 2.9      | 17.9     | ▲        |                                               | ｜   | 伊勢市        |
| 二見浦駅     | 3.5      | 21.4     | ●        |                                               | ◇    | 伊勢市        |
| 松下駅       | 2.3      | 23.7     | ▲        |                                               | ｜   | 伊勢市        |
| 鳥羽駅       | 5.4      | 29.1     | ●        | 近畿日本鉄道：M 鳥羽線・M 志摩線 (M78)        | ∧    | 鳥羽市        |

線内の有人駅は多気駅・伊勢市駅のみとなっている（共に直営駅。二見浦駅の簡易委託は2011年3月31日、田丸駅の業務委託は2012年9月30日、鳥羽駅の業務委託は2020年3月17日をもってそれぞれ終了）。多機能券売機は伊勢市駅及び鳥羽駅、自動改札機は伊勢市駅にのみ設置されている。

### 廃駅
( )内の数字は多気駅起点の営業キロ。
- 池の浦シーサイド駅：2020年3月14日廃止、松下駅 - 鳥羽駅間 (25.4 km)。夏季営業の臨時駅で、営業期間中、主に日中の列車が停車していた。